# لرینی سفلی (مرکزی سیروان)
لرینی سفلی، روستایی در دهستان لومار بخش مرکزی شهرستان سیروان در استان ایلام ایران است.

## جمعیت
بر پایه سرشماری عمومی نفوس و مسکن در سال ۱۳۹۵، جمعیت این روستا برابر با ۲۹ نفر (۹ خانوار) بوده است.